# Fibroblasto
O fibroblasto é a célula constituinte do tecido conjuntivo e sua função é formar a substância fundamental amorfa. Tem um citoplasma ramificado e rodeado de um núcleo elíptico contendo 1-2 nucléolos. Os fibroblastos ativos podem ser reconhecidos pela abundante ocorrência de retículo endoplasmático. Amadurece, transformando-se em um fibrócito.
É responsável pela biossíntese de colágeno do tipo 1. Produz substância intercelular e origina células de outros tecidos conjuntivos, são responsáveis pela regeneração. 
Os fibroblastos sintetizam as proteínas colágeno e elastina, além das glicosaminoglicanas e glicoproteínas multiadesivas que farão parte da matriz extracelular. Essas células estão também envolvidas na produção de fatores de crescimento, que controlam o crescimento e a diferenciação celular. Os fibroblastos são as células mais comuns do tecido conjuntivo e são capazes de modular sua capacidade metabólica, a qual vai refletir em sua morfologia. As células com intensa atividade de síntese são denominadas de fibroblastos, enquanto as células metabolicamente quiescentes são conhecidas como fibrócitos.
Estes raramente se dividem nas pessoas adultas, exceto quando o organismo requer fibroblastos adicionais. 
O HNO é tóxico para fibroblastos via mecanismo não envolvendo a conversão ao NO.
Serve também para formar a junção dos ossos intra celulares

## Referencias
- Luis C. Junqueira, Jose Carneiro, Histologia Básica, Guanabara koogan, 2004.